# Trentino Volley 2007-2008

## Storia
Dopo una stagione conclusasi con l'ottavo posto e l'eliminazione nei playoff ai quarti di finale, la Trentino Volley decise di cambiare strategia, cercando di puntare su una squadra giovane e con giocatori di talento, in grado in pochi anni di lottare per lo scudetto.
Oltre al cambio di allenatore e l'acquisto di Matej Kazijski, la squadra vide l'arrivo di altri nomi importanti, tra i quali l'opposto bulgaro Vladimir Nikolov, il palleggiatore serbo Nikola Grbić e la sorpresa della pallavolo italiana, il marchigiano Emanuele Birarelli.
La stagione regolare si concluse con il primo posto; 59 punti frutto di 21 vittorie e 5 sconfitte. Tra le mura amiche la squadra vinse 12 delle 13 partite giocate durante la stagione regolare: solo la Sisley Treviso riuscì a violare il PalaTrento, dopo averla estromessa anche dalla Coppa Italia.

Il cammino nei playoff (che in questa stagione si giocarono al meglio delle 3 partite) della compagine trentina iniziò contro il Cimone Modena, che venne battuta sia in casa sia in trasferta al PalaPanini.
In semifinale la squadra trentina affrontò la M. Roma Volley, squadra con cui Trento aveva sempre vinto; anche in questa fase la tradizione venne confermata, ed entrambe le partite videro la vittoria della compagine trentina per 3 a 0. La squadra si qualificò così per la prima finale della sua storia, dove l'avversaria a cui contendere lo scudetto fu la Copra Nordmeccanica Piacenza.
Il 1º maggio, in un PalaTrento tutto esaurito (si fece fatica infatti ad accontentare le numerosissime richieste dei tifosi trentini, di gran lunga superiori alla capienza dell'impianto sportivo), l'Itas Diatec mandò in delirio i suoi tifosi aggiudicandosi "gara 1" per 3-0. Il 4 maggio si giocò la seconda gara: i primi due set furono giocati in maniera impeccabile dalla squadra emiliana, salvo poi subire la rimonta dei trentini, che riuscirono a riportarsi in parità. Il tie-break, giocato punto a punto, se lo aggiudicò Piacenza, portando la serie sul 1-1 e rendendo in questo modo necessaria per l'assegnazione dello scudetto la terza gara.
Il 7 maggio 2008 la Trentino Volley batté Piacenza 3-0 davanti a 4.200 spettatori e si aggiudicò il titolo di Campione d'Italia; si garantì in questo modo, per la stagione 2008-2009, la partecipazione in Champions League.
Lo scudetto dell'Itas Diatec costituisce un record per la città di Trento: in nessun altro sport una squadra del capoluogo trentino era riuscita ad imporsi come Campione d'Italia. Si assistette a numerosi festeggiamenti, che per due giorni riempirono la città di bandiere e sciarpe gialloblu.

## Mercato

### Arrivi
- Vladimir Nikolov da Toray Arrows ( Giappone)
- Cosimo Marco Piscopo da Antonveneta Padova
- Nikola Grbić da Copra Berni Piacenza
- Gregor Jeroncic da Acqua Paradiso Gabeca Montichiari
- Emanuele Birarelli da Marmi Lanza Verona
- Jakub Bednaruk da KS Jastrzebski Wiegel ( Polonia)
- Vasil Michkov Stoyanov da Lukoil Neftochimic Bourgas ( Bulgaria)
- Matej Kazijski da Dinano Mosca ( Russia)

### Partenze
- Stefan Hübner a Sisley Treviso
- Andrè Nascimento a Cimone Modena
- Andrè Heller a Cimone Modena
- Cosimo Gallotta a Famigliuolo Corigliano
- Marco Meoni a Copra Berni Piacenza
- Richard Nemec a RPA LuigiBacchi.it Perugia
- Antonio De Paola a Igo Genova (serie B1)

## Risultati
- Eliminata ai quarti di Coppa Italia da Treviso;
- 1° in Regular Season;
- Campione d'Italia  ai danni di Piacenza.

## Rosa
| \| Allenatore: Radostin Stoytchev \| \| \| \| \| Nome \| Naz. sport. \| Nome \| Naz. sport. \| \| Palleggiatori \| \| \| \| \| 8 Jakub Bednaruk \| Polonia \| 9 Nikola Grbić \| Serbia \| \| Centrali \| \| \| \| \| 3 Emanuele Birarelli \| Italia \| 5 Gregor Jerončić \| Italia \| \| 18 Marco Piscopo \| Italia \| \| \| \| Schiacciatori-laterali \| \| \| \| \| 1 Matej Kazijski \| Bulgaria \| 7 Dore Della Lunga \| Italia \| \| 10 Vasil Stojanov \| Bulgaria \| 13 Michał Winiarski \| Polonia \| \| Opposti \| \| \| \| \| 11 Vladimir Nikolov \| Bulgaria \| 12 Smilen Mlyakov \| Bulgaria \| \| Liberi \| \| \| \| \| 1 Andrea Segnalini \| Italia \| 16 Andrea Bari \| Italia \| Note: | Nikolov · # 11 Birarelli · # 3 Kazijski · # 1 Winiarski · # 13 Jeroncic · # 5 Grbić · # 9 Bari · # 16 |                     |             |
| Allenatore: Radostin Stoytchev | |                     |             |
| Nome | Naz. sport.                                                                                           | Nome                | Naz. sport. |
| Palleggiatori | |                     |             |
| 8 Jakub Bednaruk | Polonia                                                                                               | 9 Nikola Grbić      | Serbia      |
| Centrali | |                     |             |
| 3 Emanuele Birarelli | Italia                                                                                                | 5 Gregor Jerončić   | Italia      |
| 18 Marco Piscopo | Italia                                                                                                |                     |             |
| Schiacciatori-laterali | |                     |             |
| 1 Matej Kazijski | Bulgaria                                                                                              | 7 Dore Della Lunga  | Italia      |
| 10 Vasil Stojanov | Bulgaria                                                                                              | 13 Michał Winiarski | Polonia     |
| Opposti | |                     |             |
| 11 Vladimir Nikolov | Bulgaria                                                                                              | 12 Smilen Mlyakov   | Bulgaria    |
| Liberi | |                     |             |
| 1 Andrea Segnalini | Italia                                                                                                | 16 Andrea Bari      | Italia      |

| Allenatore: Radostin Stoytchev |             |                     |             |
| Nome                           | Naz. sport. | Nome                | Naz. sport. |
| Palleggiatori                  |             |                     |             |
| 8 Jakub Bednaruk               | Polonia     | 9 Nikola Grbić      | Serbia      |
| Centrali                       |             |                     |             |
| 3 Emanuele Birarelli           | Italia      | 5 Gregor Jerončić   | Italia      |
| 18 Marco Piscopo               | Italia      |                     |             |
| Schiacciatori-laterali         |             |                     |             |
| 1 Matej Kazijski               | Bulgaria    | 7 Dore Della Lunga  | Italia      |
| 10 Vasil Stojanov              | Bulgaria    | 13 Michał Winiarski | Polonia     |
| Opposti                        |             |                     |             |
| 11 Vladimir Nikolov            | Bulgaria    | 12 Smilen Mlyakov   | Bulgaria    |
| Liberi                         |             |                     |             |
| 1 Andrea Segnalini             | Italia      | 16 Andrea Bari      | Italia      |

| \| Allenatore: Radostin Stoytchev \| \| \| \| \| Nome \| Naz. sport. \| Nome \| Naz. sport. \| \| Palleggiatori \| \| \| \| \| 8 Jakub Bednaruk \| Polonia \| 9 Nikola Grbić \| Serbia \| \| Centrali \| \| \| \| \| 3 Emanuele Birarelli \| Italia \| 5 Gregor Jerončić \| Italia \| \| 18 Marco Piscopo \| Italia \| \| \| \| Schiacciatori-laterali \| \| \| \| \| 1 Matej Kazijski \| Bulgaria \| 7 Dore Della Lunga \| Italia \| \| 10 Vasil Stojanov \| Bulgaria \| 13 Michał Winiarski \| Polonia \| \| Opposti \| \| \| \| \| 11 Vladimir Nikolov \| Bulgaria \| 12 Smilen Mlyakov \| Bulgaria \| \| Liberi \| \| \| \| \| 1 Andrea Segnalini \| Italia \| 16 Andrea Bari \| Italia \| Note: | Nikolov · # 11 Birarelli · # 3 Kazijski · # 1 Winiarski · # 13 Jeroncic · # 5 Grbić · # 9 Bari · # 16 |                     |             |
| Allenatore: Radostin Stoytchev | |                     |             |
| Nome | Naz. sport.                                                                                           | Nome                | Naz. sport. |
| Palleggiatori | |                     |             |
| 8 Jakub Bednaruk | Polonia                                                                                               | 9 Nikola Grbić      | Serbia      |
| Centrali | |                     |             |
| 3 Emanuele Birarelli | Italia                                                                                                | 5 Gregor Jerončić   | Italia      |
| 18 Marco Piscopo | Italia                                                                                                |                     |             |
| Schiacciatori-laterali | |                     |             |
| 1 Matej Kazijski | Bulgaria                                                                                              | 7 Dore Della Lunga  | Italia      |
| 10 Vasil Stojanov | Bulgaria                                                                                              | 13 Michał Winiarski | Polonia     |
| Opposti | |                     |             |
| 11 Vladimir Nikolov | Bulgaria                                                                                              | 12 Smilen Mlyakov   | Bulgaria    |
| Liberi | |                     |             |
| 1 Andrea Segnalini | Italia                                                                                                | 16 Andrea Bari      | Italia      |

| Allenatore: Radostin Stoytchev |             |                     |             |
| Nome                           | Naz. sport. | Nome                | Naz. sport. |
| Palleggiatori                  |             |                     |             |
| 8 Jakub Bednaruk               | Polonia     | 9 Nikola Grbić      | Serbia      |
| Centrali                       |             |                     |             |
| 3 Emanuele Birarelli           | Italia      | 5 Gregor Jerončić   | Italia      |
| 18 Marco Piscopo               | Italia      |                     |             |
| Schiacciatori-laterali         |             |                     |             |
| 1 Matej Kazijski               | Bulgaria    | 7 Dore Della Lunga  | Italia      |
| 10 Vasil Stojanov              | Bulgaria    | 13 Michał Winiarski | Polonia     |
| Opposti                        |             |                     |             |
| 11 Vladimir Nikolov            | Bulgaria    | 12 Smilen Mlyakov   | Bulgaria    |
| Liberi                         |             |                     |             |
| 1 Andrea Segnalini             | Italia      | 16 Andrea Bari      | Italia      |